# San Felipe de Aconcagua
San Felipe de Aconcagua is een provincie van Chili in de regio Valparaíso. De provincie telde 154.718 inwoners in 2017 en heeft een oppervlakte van 2659 km². Hoofdstad is San Felipe.

## Gemeenten
San Felipe de Aconcagua is verdeeld in zes gemeenten:
- Catemu
- Llaillay
- Panquehue
- Putaendo
- San Felipe
- Santa María